# PopCap Games
PopCap Games, Inc. este o companie americană de dezvoltare și publicare de jocuri video, fondată în 2000 de către John Vechey, Brian Fiete și Jason Kapalka. PopCap este cunoscută pentru crearea unor jocuri casual extrem de populare, cum ar fi Bejeweled, Peggle și Plants vs. Zombies. Compania a fost achiziționată de Electronic Arts (EA) în 2011 pentru aproximativ 750 de milioane de dolari.

## Istoria companiei

### Începuturile (2000-2005)
PopCap Games a fost fondată în 2000 în Seattle, Washington. Primul lor joc, Bejeweled, a fost lansat în 2001 și a avut un succes imediat, devenind unul dintre cele mai cunoscute jocuri puzzle din toate timpurile. Inițial disponibil ca un joc web, Bejeweled a fost ulterior portat pe numeroase platforme, inclusiv PC, Mac, console și dispozitive mobile.
În 2003, PopCap a lansat Zuma, un alt joc puzzle care a devenit rapid popular. Succesul continuu al companiei în acest gen a cimentat reputația PopCap ca un lider în industria jocurilor casual.

### Expansiunea și noi titluri (2006-2010)
În această perioadă, PopCap a continuat să lanseze jocuri de succes. Peggle, lansat în 2007, a combinat elemente de pinball și puzzle, captând atenția unui public larg. Un alt joc notabil, Bookworm Adventures, a fost lansat în 2006 și a combinat mecanici de joc de cuvinte cu elemente de RPG.
Cel mai mare succes al companiei a venit în 2009 cu lansarea Plants vs. Zombies. Acest joc de tip tower defense a devenit un fenomen cultural, apreciat pentru gameplay-ul său inovator, umorul și designul atractiv. Plants vs. Zombies a fost portat pe multiple platforme și a generat numeroase continuări și spin-off-uri.

### Achiziția de către Electronic Arts și impactul ulterior (2011-prezent)
În iulie 2011, Electronic Arts a achiziționat PopCap Games pentru aproximativ 750 de milioane de dolari. Achiziția a permis PopCap să beneficieze de resursele și infrastructura EA, dar a adus și schimbări în structura și direcția companiei.
După achiziție, PopCap a continuat să dezvolte și să lanseze noi titluri. Plants vs. Zombies 2: It's About Time a fost lansat în 2013 și a continuat să construiască pe succesul predecesorului său. Plants vs. Zombies: Garden Warfare, lansat în 2014, a reprezentat o schimbare de direcție, fiind un shooter multiplayer bazat pe franciza originală.

## Jocuri notabile

### Bejeweled
Bejeweled este unul dintre cele mai cunoscute jocuri puzzle, în care jucătorii trebuie să alinieze trei sau mai multe bijuterii de aceeași culoare pentru a le elimina de pe tablă. Jocul a fost un pionier al genului match-3 și a generat numeroase continuări și versiuni.

### Zuma
Zuma este un joc de tip puzzle în care jucătorii trebuie să elimine bile colorate înainte ca acestea să ajungă la un craniu de aur. Jocul a fost apreciat pentru mecanicile sale simple dar captivante și pentru designul său vizual.

### Peggle
Peggle combină elemente de pinball și puzzle, provocând jucătorii să lovească toate țintele portocalii de pe tablă folosind un număr limitat de bile. Jocul a fost lăudat pentru gameplay-ul său adictiv și pentru nivelurile creative.

### Plants vs. Zombies
Plants vs. Zombies este un joc de tip tower defense în care jucătorii trebuie să își apere casa de valuri de zombi folosind diferite plante cu abilități unice. Jocul a devenit un hit major datorită gameplay-ului său inovator, umorului și designului atractiv.

## Impactul cultural și moștenirea
PopCap Games a avut un impact semnificativ asupra industriei jocurilor video, popularizând genul de jocuri casual și aducând acest tip de divertisment unui public larg. Jocurile lor au fost recunoscute pentru accesibilitatea și atractivitatea lor, reușind să atragă jucători de toate vârstele și din toate categoriile demografice.
Succesul jocurilor PopCap a demonstrat că există o piață mare și profitabilă pentru jocuri simple, dar bine concepute, care pot fi jucate în sesiuni scurte sau lungi. Acest model a influențat numeroși alți dezvoltatori și a contribuit la creșterea popularității jocurilor mobile.
PopCap Games rămâne un nume important în industria jocurilor video, cunoscut pentru crearea unor titluri iconice care au definit genul de jocuri casual. Deși achiziția de către EA a adus schimbări semnificative, moștenirea PopCap continuă să fie resimțită prin jocurile lor inovatoare și impactul cultural durabil.